# Scarface (ścieżka dźwiękowa)
Scarface: Original Motion Picture Soundtrack – ścieżka dźwiękowa do filmu Człowiek z blizną wydana w 1983 roku.
Była to kompozycja stworzona specjalnie dla potrzeb filmu przez Giorgio Morodera, który był producentem wszystkich utworów. Pierwotnie płyta ukazała się na klasycznym, winylowym krążku (wydawca – MCA Records) i zawierała jedynie 10 utworów. W 2001 roku pięć utworów z soundtracka zostało wykorzystanych w grze komputerowej Grand Theft Auto III, a w 2006 utwory ze ścieżki dźwiękowej ponownie znalazły się w grze komputerowej Scarface: Człowiek z blizną. W 1990 roku soundtrack po raz pierwszy ukazał się na CD, wydanym przez Universal Music Group. W 2003 roku ukazało się nowe CD, tym razem w wersji zremiksowanej.
W 1984 roku płyta była nominowana do Złotego Globu w kategorii Najlepsza ścieżka dźwiękowa.

## Utwory i wykonawcy
| Tytuł                     | Wykonawca                    | Czas |
| ------------------------- | ---------------------------- | ---- |
| Push It to the Limit      | Pete Bellotte, Paul Engemann | 3:00 |
| Rush Rush                 | Debbie Harry                 | 3:36 |
| Turn Out the Light        | Pete Bellotte, Amy Holland   | 3:30 |
| Vamos a Bailar            | Maria Conchita               | 3:40 |
| Tony’s Theme              | Giorgio Moroder              | 3:12 |
| She’s on Fire             | Pete Bellotte, Amy Holland   | 3:43 |
| Shake It Up               | Elizabeth Daily              | 3:44 |
| Dance, Dance, Dance       | Beth Anderson                | 2:33 |
| I’m Hot Tonight           | Elizabeth Daily              | 3:12 |
| Gina’s and Elvira’s Theme | Giorgio Moroder              | 5:01 |
| Bolivia Theme             | Giorgio Moroder              | 4:26 |